# Krunoslav Batušić
Krunoslav Batušić, dužnosnik HSS, dužnosnik NDH, hrvatski emigrantski aktivist, 
Bio je istaknuti član HSS-a.
Organizator HSS-ove Hrvatske građanske zaštite. Imala je od 3000 do 4000 zaštitara. Poslije je u HGZ-u osnovana Jurišna satnija koju je vodio Krunoslav Batušić, čije je sjedište prvo bila Frankopanska ulica, a potom Ilica u Zagrebu.
Bio je zapovjednik HSS-ove Seljačke zaštite (HSZ). Uspostavom NDH, predvodio hrvatsku vojsku od 3 000 domobrana i 2 000 zaštitara Seljačke zaštite u smeđim odorama koji su ušli u Sarajevo. Nakon što im je Kunek iz vodstva HSS-a u Sarajevu predao prijavak, produžili su dalje prema Zvorniku i Drini. 
Ugled koji je imala, pridonijela je da je HGZ postala osobna pratnja Vladka Mačeka, a Batušić je bio zapovjednik njegove osobne pratnje.
Prema Batušićevim izjavama i izjavama svih drugih koji su bili u HGZ i HSZ, osim nešto skrivenih zastarjelih pušaka, nitko od pripadnika Zaštite nije posjedovao nikakvo oružje. Tek su neki nosili dugačke štapove, a mnogi ni to. Poslije njemačkoga napada na Jugoslaviju 6. travnja 1941. i povlačenja srbijanske jugoslavenske vojske koja je bježala pred Nijemcima, ali je pred sobom i za sobom uništavala i ubijala sve hrvatsko civilno što joj je bilo na putu. Stoga se hrvatsko civilno pučanstvo počelo organizirati u obrambene skupine, koje su nicale na prostorima Banovine Hrvatske i po svim hrvatskim povijesnim etničkim prostorima koji će biti uključeni u Nezavisnu Državu Hrvatsku, npr. Sarajevski ustaški tabor, poslije prerastao u Crnu legiju. Zaštitari su, vidjevši propadanje Jugoslavije očekivali da će Maček proglasiti odcjepljenje i uspostaviti Državu Hrvatsku, no od toga nije bilo ništa, premda je Njemačka nudila Mačku državu. Maček nije bio pravi političar, koji će slobodu svog naroda postavljati iznad svega i ispred svega, ne obazirući se na to što će drugi o tome misliti, a najmanje što će o tome misliti tlačitelj naroda u čije ime on govori i za kog se bori. Uvijek je Maček ostao marioneta u rukama beogradske velikosrbijanske kamarile, ne zbog prijevare ili da je bio zaveden, nego iz osobnog uvjerenja i svjesno, politički djelujući stalno na liniji - Hrvatska unutar Jugoslavije. Stoga su ga napuštali. Sve sposobno iz HGZ i HSZ bilo je integrirano u Hrvatske obrambene snage; redarstvo, oružništvo, domobranstvo i razne druge službe. Dobar broj njih dragovoljno je stupio u ustašku vojnicu.
U BiH je HSZ djelovala pod imenom „Hrvatskih zaštitnih lovaca“, od Sarajeva do Vlasenice i Drine. S Drine se Batušić sa svojom Jurišnom satnijom brzojavom javio poglavniku da je hrvatski stijeg na Drini.
Nakon pobune zaštitara iz Seljačke zaštite, koja je izbila zbog Rimskih ugovora, Dido Kvaternik zapovijedio je razoružavanje i slanje vagonima zaštitara natrag u Zagreb, među njima i Batušića.
Razlog je bio što su se raširile glasine poslije 20. svibnja U krugovima vlasti NDH o pripremanju puča od strane HSZ-a. Ukazala im se prigoda za ukidanje i likvidaciju HSZ-a. Najviši vojni vrh ustaškog pokreta i NDH vodio je i nadzirao tu akciju. Prestanak postojanja HSZ-a označilo je pripremljeno zaustavljanje vlaka u Svetoj Klari kod Zagreba, koji je iz Sarajeva vraćao postrojbe HSZ-a krajem svibnja 1941. godine. Postrojba je u potpunosti razoružana.
Bio je upravitelj Župske redarstvene oblasti (šef ustaške policije) u Varaždinu. Spominje ga se kao nepozvana gosta na banketu u hotelu "Janje" koji su HSS-ovci priredili u čast HSS-ovaca koji su siječnja 1943. pušteni iz Lepoglave.
Poslije rata bio u izbjegličkom zatvoru u Esterwegenu, sjeverna Njemačka, u kojem je u tom trenutku bilo jedno 80 Hrvata, gdje su bili i preslušavani, a neki na rate otpuštani.
Batušić je bio pukovnik HOS-a, uski i iskreni suradnik generala Luburića. Bio je glavar glavnog stožera "E".
U emigraciji 1956. objavio članak o travanjskim objavio članak o travanjskim događajima 1941. godine.
Pisao 1960-ih za Drinu o Hrvatskoj seljačkoj i građanskoj zaštiti